# Джадиди, Аббас
Аббас Джадиди (перс. عباس جديدی‎, род. 13 января 1969, Тегеран) — иранский борец вольного стиля, чемпион мира, Азии и Азиатских игр, призёр Олимпийских игр.

## Биография
Родился в Тегеране. В 1989 году занял 2-е место на чемпионате мира среди юниоров. В 1992 году стал обладателем серебряной медали чемпионата Азии. На Чемпионате мира 1993 года в Торонто Джадиди завоевал золотую медаль в полутяжелом весе, выиграв в финале у американца Мелвина Дугласа. Однако позже из-за положительного допинг-теста Джадиди решением Международной федерации объединённых стилей борьбы (FILA) он был дисквалифицирован и лишен звания чемпиона мира, которое перешло к Дугласу. Джадиди был также на два года отстранен от участия в международных соревнованиях.
В 1995 году завоевал бронзовую медаль чемпионата мира. В 1996 году опять стал чемпионом Азии и завоевал серебряную медаль Олимпийских игр в Атланте. В 1998 году стал чемпионом мира и завоевал золотую медаль Азиатских игр. В 1999 году стал обладателем бронзовой медали чемпионата мира. В 2000 году принял участие в Олимпийских играх в Сиднее, но занял лишь 4-е место. В 2002 году стал серебряным призёром Азиатских игр.